# Christoph Hüpeden
Christoph Hüpeden (geboren 5. März 1578 in Münden; bestattet 15. November 1666 ebenda) war ein deutscher Jurist und Kommunalpolitiker sowie Mündener Bürgermeister.

## Leben

### Familie
Christoph Hüpeden entstammte dem Patriziergeschlecht Hüpeden und war einer von hunderten bisher ermittelten Vorfahren des späteren hannoverschen Stadtdirektors Heinrich Tramm. Er war Sohn des Kanzleisekretärs Erich Hüpeden und der Elisabeth Mattenberg.
Er heiratete Elisabeth König (geboren am 20. März 1595 in Münden; gestorben am 28. April 1658 ebenda), Tochter des vor ihm amtierenden Mündener Bürgermeisters Heinrich König. Ihre Tochter Margarethe Elisabeth Hüpeden (geboren am 18. Oktober 1620 in Münden; gestorben am 19. April 1658 ebenda) heiratete am 13. Oktober 1646 in Münden den Kaufmann und Mündener Ratsherrn Christian Spangenberg (geboren am 16. Juli 1621 in Münden; gestorben am 22. Juni 1664 ebenda).

### Werdegang
Hüpeden studierte Rechtswissenschaften an der Universität Jena, an der er im Jahr 1607 unter deren Präsidenten Samuel Göchhausen seine Werner König, Johannes Bodemeier und Erich Clacius in lateinischer Sprache gewidmete juristische Dissertation Disputatio Aliquot Iuris Controversi Articulos Continens ablegte.
1613 wurde Christoph Hüpeden Mitglied des Mündener Stadtrates.
In den frühen Jahren des Dreißigjährigen Krieges wirkte Hüpeden als Syndikus der Stadt Münden; 1623 legte er das bis in das 19. Jahrhundert von seinen Nachfolgern fortgeführte Mündener „Stadtbuch“ an, das später im Hauptstaatsarchiv Hannover lagerte und im Zweiten Weltkrieg während der Luftangriffe auf Hannover 1943 verbrannte und sich heute nur noch in Teilen aus Sekundärquellen erschließen lässt.
Am 2. Oktober 1633 reiste Hüpeden als Mündener Syndikus angesichts der im Kriegsverlauf zu leistenden Kontributionen in städtischem Auftrag und in Begleitung des Ratsherrn und Rektors Justus Ströver sowie Ludolph Bursingt nach Hannover zu Herzog Friedrich Ulrich, „um bei demselben der Stadt Bestes zu bewirken.“
Später wurde Christoph Hüpeden zum Bürgermeister Mündens gewählt. Er starb 1666.

## Schriften
- Christophorus Hüpeden: Disputatio Aliquot Iuris Controversi Articulos Continens, Quam Ex conceßione Amplißimae Facultatis Iuridicae in Inclyta Ienensium Academia Sub Praesidio ... Dn. Samuelis Goechusii I. U. D. In Ictorum auditorio publice Suscipiet Christophorus Hüpeden Mündensis. Ad diem 1. April. horis consuetis, Ienae: Lippold, 1607; Digitalisat der Thüringer Universitäts- und Landesbibliothek Jena
- Stadtbuch des Mündener Syndikus Christopherus Hüpeden, Münden 1623ff.; Kriegsverlust[2]